# Гісторыя майго жыцця
Гісторыя майго жыцця (укр. Історія мого життя) — пісня білоруського гурту «NaviBand» на «Євробаченні-2017». Автором пісні є соліст групи Артем Лук'яненко. 30 листопада 2016 року був знятий кліп на пісню, 7 березня 2017 року звукозаписна студія MediaCube Music випустила сингл для скачування з Інтернету. Ця пісня стала першою піснею, виконаною на «Євробаченні» білоруською мовою. У фіналі, 13 травня, була виконана під номером 3, за результатами голосування отримала від телеглядачів та професійного журі 83 бали, посівши 17 місце.

## Євробачення-2017
Група NaviBand подала свою заявку на участь в білоруському національному відборі 26 листопада 2016 року, і 30 листопада групу включили до числа 13 фіналістів національного відбору з піснею «Гістория майго жыцця». Фінал пройшов 20 січня 2017 року, і група виграла національний відбір: вона зайняла 1-е місце за підсумками голосування журі та 5-е місце за підсумками голосування телеглядачів, ставши учасником «Євробачення» від Білорусі. Вперше в історії «Євробачення» пісня буде виконана білоруською мовою — раніше білоруською виступали тільки учасники Дитячого Євробачення. Білорусь виступила у другому півфіналі конкурсу, який пройшов 11 травня 2017 року.

## Список треків
| Digital download | Digital download                                              | Digital download |
| #                | Назва                                                         | Тривалість       |
| ---------------- | ------------------------------------------------------------- | ---------------- |
| 1.               | «Historyja majho žyccia (Story of My Life)» (Eurovision 2017) | 2:59             |
| 2.               | «Historyja majho žyccia (Story of My Life)» (Karaoke Version) | 2:59             |

## Видання
| Регіон | Дата              | Формат              | Лейбл           |
| ------ | ----------------- | ------------------- | --------------- |
| Світ   | 30 листопада 2016 | відеокліп           | Н/Д             |
| Світ   | 7 березня 2017    | цифрова дистрибуція | MediaCube Music |